# چکک
چکک، روستایی در دهستان کوهمره بخش کوهمره شهرستان کوه‌چنار در استان فارس ایران است.

## پیشینه
روستای چکک در کوهپایهٔ کوه سرک در جهت شمال شرقی به جنوب غربی توسعه یافته‌است. قدمت مکان کنونی روستای چکک به دوران ساسانیان بر می‌گردد. این روستا در دوره شاپور یکم به عنوان زمین و مزرعه خصوصی مربوط به مغ بزرگ زرتشتی مورد استفاده بوده‌است.

## جمعیت
بر پایه سرشماری عمومی نفوس و مسکن در سال ۱۳۹۵، جمعیت این روستا برابر با ۱٬۲۰۸ نفر (۳۴۵ خانوار) بوده است.